# Liste des conférences de la National Collegiate Athletic Association
Cette liste concerne les conférences universitaires de la NCAA. Une conférence est un regroupement, souvent basé sur les affinités régionales, historiques, sportives ou économiques, de plusieurs équipes universitaires. Le mini championnat au sein d'une conférence désigne le champion de cette conférence ainsi que les champions de division si la conférence en est pourvue.

## NCAA Division I

### Division I Football Bowl Subdivision
La Football Bowl Subdivision constitue l'élite du football américain au niveau universitaire aux États-Unis.
| Conférence                | Surnom       | Fondation | Membres | Sports | Siège social                | Carte |
| ------------------------- | ------------ | --------- | ------- | ------ | --------------------------- | ----- |
| American Conference       | American     | 2013      | 13      | 22     | Irving, Texas               |       |
| Atlantic Coast Conference | ACC          | 1953      | 18      | 28     | Charlotte, Caroline du nord |       |
| Big Ten Conference        | Big Ten B1G  | 1896      | 18      | 28     | Rosemont, Illinois          |       |
| Big 12 Conference         | Big 12       | 1996      | 16      | 25     | Irving, Texas               |       |
| Conference USA            | CUSA         | 1995      | 12      | 18     | Dallas, Texas               |       |
| Mid-American Conference   | MAC          | 1946      | 13      | 24     | Cleveland, Ohio             |       |
| Mountain West Conference  | MW MWC       | 1999      | 12      | 18     | Colorado Springs, Colorado  |       |
| Pac-12 Conference         | Pac-12       | 1959      | 2       | 6      | San Ramon, Californie       |       |
| Southeastern Conference   | SEC          | 1932      | 16      | 22     | Birmingham, Alabama         |       |
| Sun Belt Conference       | SBC Sun Belt | 1976      | 14      | 20     | Nouvelle-Orléans, Louisiane |       |
| Indépendants (FBS)        | -            | -         | 2       | 1      | -                           |       |

1. ↑  Connu comme la Big East Conference jusqu'en 2013.
2. ↑  13 membres (14 football) : Wichita State n'a pas de programme de football. Army et Navy sont membres associés pour le football.
3. ↑  
17 membres football, Notre Dame est Indépendant
4. ↑  11 membres en 2026 avec le départ d'UTEP vers la Mountain West.
  - 10 membres au plus tard en 2027 : départ de Louisiana Tech vers la Sun Belt.
5. ↑  12 membres en 2026 avec le départ de Northern Illinois pour la Mountain West (football américain uniquement) et Horizon League (autres sports).
6. ↑  23 sports en 2024 : parrainage des transferts de natation et plongeon masculin à la Missouri Valley Conference
7. ↑  12 membres (12 football) : Grand Canyon n'a pas de programme de football. Hawaï membre associé pour le football.
  - 11 membres (9 football) en 2026 :
    - Départ vers la Pac-12 de Boise State, Colorado State, Fresno State, San Diego State et Utah State.
    - Ajout de Northern Illinois (football américain uniquement), UC Davis (football américain continue au FCS) et UTEP.
    - Hawaï fait passer son adhésion du football américain uniquement à tous les sports.
8. ↑  Pacific Coast Conference fondée en 1915
9. ↑  9 membres (8 football) en 2026 : ajout de Boise State, Colorado State, Fresno State, Gonzaga (pas de football américain), San Diego State, Texas State et Utah State
10. ↑  19 sports lorsque la conférence reprendra pleinement ses activités en 2026
11. ↑  13 membres en 2026 : départ de Texas State
  - 14 membres au plus tard en 2027 : ajout de Louisiana Tech

### Division I Football Championship Subdivision
| Conférence                          | Surnom      | Fondation | Membres | Sports | Siège social                 | Carte |
| ----------------------------------- | ----------- | --------- | ------- | ------ | ---------------------------- | ----- |
| Atlantic Sun Conference             | ASUN        | 1978      | 12      | 21     | Jacksonville, Floride        |       |
| Big Sky Conference                  | Big Sky BSC | 1963      | 10      | 16     | Ogden, Utah                  |       |
| Big South Conference                | Big South   | 1983      | 10      | 19     | Charlotte, Caroline du Nord  |       |
| Coastal Athletic Association        | CAA         | 1983      | 13      | 21     | Richmond, Virginie           |       |
| Ivy League                          | Ivy League  | 1954      | 8       | 33     | Princeton, New Jersey        |       |
| Mid-Eastern Athletic Conference     | MEAC        | 1970      | 8       | 15     | Norfolk, Virginie            |       |
| Missouri Valley Football Conference | MVFC        | 1985      | 10      | 1      | St. Louis, Missouri          |       |
| Northeast Conference                | NEC         | 1981      | 9       | 24     | Somerset, New Jersey         |       |
| Ohio Valley Conference              | OVC         | 1948      | 10      | 17     | Brentwood, Tennessee         |       |
| Patriot League                      | Patriot     | 1986      | 10      | 24     | Center Valley, Pennsylvanie  |       |
| Pioneer Football League             | PFL         | 1991      | 11      | 1      | St. Louis, Missouri          |       |
| Southern Conference                 | SoCon       | 1921      | 10      | 19     | Spartanburg, Caroline du sud |       |
| Southland Conference                | Southland   | 1963      | 10      | 17     | Frisco, Texas                |       |
| Southwestern Athletic Conference    | SWAC        | 1920      | 12      | 18     | Birmingham, Alabama          |       |
| Western Athletic Conference         | WAC         | 1962      | 11      | 20     | Arlington, Texas             |       |
| Indépendants (FCS)                  |             |           | 2       | 1      |                              |       |

1. ↑  12 membres, 5 membres football
  - 7 membres en 2026 : départ d'Austin Peay, Central Arkansas, Eastern Kentucky, North Alabama et West Georgia.
2. ↑  La plupart des membres qui jouent au football américain participent à l'United Athletic Conference, une fusion des ligues de football américain de l'ASUN et de la Western Athletic Conference.
3. ↑  10 membres, 12 membres football avec Cal Poly et UC Davis en football seulement
  - 11 membres, 13 membres football en 2026 : départ de Sacramento State et ajout de Southern Utah et Utah Tech.
4. ↑  10 membres, 2 membres football
5. ↑  Les équipes de football de la Big South Conference pratiquent ce sport au sein de l'OVC–Big South Football Association (en), qui combine les ligues de football du Big South et de l'Ohio Valley Conference.
6. ↑  13 membres et 14 membres football
  - 13 membres et 13 membres football en 2026 : départ de Villanova et William & Mary dans le football uniquement, ajout de Sacred Heart dans le football uniquement
7. ↑  8 membres, 6 membres football
8. ↑  10 membres, 9 membres football
  - 9 membres, 10 membres football attendus en 2026 : départ confirmé de Saint Francis pour la Division III de la NCAA et ajout attendu du football par Chicago State
9. ↑  10 membres, 7 membres football (Morehead State, joue au football dans la Pioneer Football League)
  - 9 membres, 6 membres football en 2026 : départ de Tennessee Tech
10. ↑  Toutes les équipes de football de l'Ohio Valley Conference, à l'exception de Morehead State, pratiquent ce sport au sein de l'OVC–Big South Football Association, qui combine les ligues de football de l'OVC et la Big South Conference.
11. ↑  10 membres et 8 membres football
  - 10 membres, 10 membres football en 2026 : ajout de Villanova et William & Mary en football seulement
12. ↑  10 membres, 9 membres football
  - 11 membres, 10 membres football en 2026 : ajout de Tennessee Tech
13. ↑  12 membres, 10 membres football
14. ↑  Changement de nom en United Athletic Conference en 2026.
15. ↑  9 membres, 4 membres football
  - 7 membres, 4 membres football en 2025 : départ de Grand Canyon et Seattle
  - 8 membres, 7 membres football sous le nom d'United Athletic Conference en 2026 :
    - départ de California Baptist, Southern Utah, Utah Tech et Utah Valley
    - ajout d'Austin Peay, Central Arkansas, Eastern Kentucky, North Alabama et West Georgia
16. ↑  Merrimack et Sacred Heart
  - 2 membres possibles en 2026 : départ de Sacred Heart, ajout potentiel de Sacramento State

### Division I basket-ball, sans football américain
| Conférence                         | Surnom              | Fondation | Membres | Sports | Siège social           | Carte |
| ---------------------------------- | ------------------- | --------- | ------- | ------ | ---------------------- | ----- |
| America East Conference            | America East AmEast | 1979      | 9       | 19     | Boston, Massachusetts  |       |
| Atlantic 10 Conference             | A-10                | 1975      | 14      | 21     | Newport News, Virginie |       |
| Big East Conference                | Big East            | 1979      | 11      | 22     | New York, New York     |       |
| Big West Conference                | Big West BWC        | 1969      | 11      | 18     | Irvine, Californie     |       |
| Horizon League                     | Horizon             | 1979      | 11      | 19     | Indianapolis, Indiana  |       |
| Indépendants                       | -                   | -         | 0       | -      | -                      | –     |
| Metro Atlantic Athletic Conference | MAAC                | 1980      | 13      | 24     | Edison, New Jersey     |       |
| Missouri Valley Conference         | MVC The Valley      | 1907      | 11      | 18     | St. Louis, Missouri    |       |
| Summit League                      | The Summit          | 1982      | 10      | 19     | Elmhurst, Illinois     |       |
| West Coast Conference              | WCC                 | 1952      | 10      | 14     | San Bruno, Californie  |       |

1. ↑  En 2013, 7 universités annoncent leur intention de créer une conférence centrée sur le basket-ball. Les équipes de football américain vont alors intégrer l'American Athletic Conference
2. ↑  12 membres en 2026 : ajout de California Baptist, Sacramento State et Utah Valley, départ d'Hawaï et de l'UC Davis
3. ↑  12 membres en 2026 : ajout de Northern Illinois
4. ↑  9 membres en 2026 : départ de Gonzaga

### Division I Hockey
- Atlantic Hockey America (en)
  - Formé après la saison 2023-2024 par la fusion de l'Atlantic Hockey Association, réservée aux hommes, et de la College Hockey America, réservée aux femmes.
- Big Ten Conference (Hockey masculin uniquement)
- Central Collegiate Hockey Association (Hockey masculin uniquement)
  - La CCHA a été relancé en 2021 après une absence de huit saisons.
- ECAC Hockey (Hockey masculin et féminin)
- Hockey East (Hockey masculin et féminin)
- National Collegiate Hockey Conference (Hockey masculin uniquement)
- New England Women's Hockey Alliance (en) (Hockey féminin uniquement)
- Western Collegiate Hockey Association (Hockey féminin uniquement)
  - La WCHA a fermé sa ligue masculine après la saison 2020-2021. Sept des 10 membres masculins ont formé la CCHA relancée. Deux autres membres masculins ont fermé leurs équipes de hockey masculin, et le dernier joue maintenant en tant qu'indépendant de la Division I.

### Autres conférences de Division I
- Collegiate Water Polo Association (water-polo masculin et féminin)
- East Atlantic Gymnastics League (gymnastique artistique féminine)
- Eastern Intercollegiate Gymnastics League (gymnastique artistique masculine)
- Eastern Intercollegiate Volleyball Association (volley-ball masculin)
- Eastern Intercollegiate Wrestling Association
- Golden Coast Conference (water-polo féminin)
- Great America Rifle Conference (tir sportif)
- Mid-Atlantic Rifle Conference (tir sportif)
- Midwest Independent Conference (gymnastique artistique féminine)
- Midwestern Intercollegiate Volleyball Association (volley-ball masculin)
- Mountain Pacific Sports Federation (13 sports NCAA, plus les sports non NCAA de l'aviron masculin et de la natation artistique féminine)
- Patriot Rifle Conference (tir sportif)
- Western Water Polo Association (water-polo masculin et féminin)

## Anciennes conférences
- Atlantic Hockey Association (hockey sur glace masculin ; fusionné avec la College Hockey America pour former l'Atlantic Hockey America (en) en 2024)
- Atlantic Soccer Conference (dissoute en 2012)
- America Sky Conference (golf masculin ;  absorbé par Big Sky Conference en 2014)
- American Lacrosse Conference (dissoute en 2014)
- American South Conference (absorbé par Sun Belt Conference)
- Big Eight Conference (ex - Big Six puis Big Seven)
- Border Conference (dissoute. Ses membres ont rejoint principalement la WAC.)
- Coastal Collegiate Sports Association (natation masculine et féminine, beach-volley féminin ; les équipes de natation ont été effectivement absorbées par l'Atlantic Sun Conference en 2023, et les équipes de beach-volley restantes ont rejoint la Mountain Pacific Sports Federation en 2025)
- College Hockey America (hockey sur glace féminin ; fusionné avec l'Atlantic Hockey Association pour former l'Atlantic Hockey America (en) en 2024)
- East Coast Conference (Division I) (absorbé par Mid-Continent Conference)
- Eastern Athletic Association (Eastern 8) (devient la Atlantic Ten Conference)
- Eastern Wrestling League (absorbé par Mid-American Conference en 2019)
- ECAC Lacrosse League (dissoute en 2014)
- Great Midwest Conference (fusionne avec la Metro Conference pour former la Conference USA)
- Great West Conference (dissoute en 2013)
- Great Western Lacrosse League (absorbé par ECAC Lacrosse League en 2010)
- Metro Conference (fusionne avec la Great Midwest Conference pour former la Conference USA)
- Mountain Rim Gymnastics Conference (gymnastique féminine ; dissoute en 2023)
- Northern Pacific Field Hockey Conference (dissoute en 2015)
- Pacific Coast Athletic Association (rebaptisée Big West Conference)
- Pacific Coast Conference (rebaptisée Athletic Association of Western Universities [AAWU], puis Pac-8, Pac-10 et Pac-12)
- Pacific Coast Softball Conference (dissoute en 2013)
- Southland Bowling League (bowling féminin ; absorbé par Conference USA en 2023)
- Southwest Conference (fusionne avec la Big 12 Conference)
- United Soccer Conference (absorbé par Great West Conference en 2009)
- Western Wrestling Conference (absorbé par Big 12 Conference en 2015)
- Yankee Conference (absorbée par la Atlantic Ten Conference)

## Division II
- California Collegiate Athletic Association
- Central Atlantic Collegiate Conference
- Central Intercollegiate Athletic Association
- Conference Carolinas
- East Coast Conference
- Great American Conference
- Great Midwest Athletic Conference
- Great Northwest Athletic Conference
- Great Lakes Intercollegiate Athletic Conference
- Great Lakes Valley Conference
- Great Lakes Football Conference
- Gulf South Conference
- Lone Star Conference
- Mid-America Intercollegiate Athletics Association
- Mountain East Conference
- North Central Conference
- Northeast Ten Conference
- Northern Sun Intercollegiate Conference
- Pacific West Conference
- Peach Belt Conference
- Pennsylvania State Athletic Conference
- Rocky Mountain Athletic Conference
- South Atlantic Conference
- Southern Intercollegiate Athletic Conference
- Sunshine State Conference

## Division III
- Allegheny Mountain Collegiate Conference
- American Rivers Conference (Iowa Intercollegiate Athletic Conference, 1927 à 2018)
- American Southwest Conference
- Atlantic Central Football Conference
- Atlantic East Conference
- Atlantic Women's Colleges Conference
- Centennial Conference
- City University of New York Athletic Conference
- Coast to Coast Athletic Conference (Capital Athletic Conference, 1989 à 2020)
- College Conference of Illinois and Wisconsin
- Collegiate Conference of the South
- Conference of New England (Commonwealth Coast Conference, 1984 à 2024)
- Empire Eight
- Freedom Football Conference
- Great Northeast Athletic Conference
- Great South Athletic Conference
- Heartland Collegiate Athletic Conference
- Illini-Badger Football Conference
- Lake Michigan Conference
- Landmark Conference
- Liberty League
- Little East Conference
- Middle Atlantic Conference – Une organisation faîtière qui gère les conférences suivantes :
  - MAC Commonwealth – Participe à 14 sports, dont le basket-ball mais pas le football américain.
  - MAC Freedom – Participe aux mêmes 14 sports.
  - Middle Atlantic Conference – A ne pas confondre avec l'organisation faîtière du même nom ; participe à 13 sports, dont le football américain.
- Massachusetts State College Athletic Conference
- Michigan Intercollegiate Athletic Association
- Midwest Conference
- Minnesota Intercollegiate Athletic Conference
- New England Small College Athletic Conference
- New England Women's and Men's Athletic Conference
- New Jersey Athletic Conference
- North Atlantic Conference
- North Coast Athletic Conference
- Northern Athletics Collegiate Conference (Northern Athletics Conference, 2006 à 2013)
- Northwest Conference
- Ohio Athletic Conference
- Old Dominion Athletic Conference
- Pennsylvania Athletic Conference
- Presidents' Athletic Conference
- Skyline Conference
- Southern Athletic Association
- Southern California Intercollegiate Athletic Conference
- Southern Collegiate Athletic Conference
- State University of New York Athletic Conference
- St. Louis Intercollegiate Athletic Conference
- United East Conference (North Eastern Athletic Conference, 2004 à 2021)
- University Athletic Association
- Upper Midwest Athletic Conference
- Upstate Collegiate Athletic Association
- USA South Athletic Conference
- Wisconsin Intercollegiate Athletic Conference

## Multi-division conferences
- Eastern College Athletic Conference